# Ivri Lider
 (novembre 2021).
Si vous disposez d'ouvrages ou d'articles de référence ou si vous connaissez des sites web de qualité traitant du thème abordé ici, merci de compléter l'article en donnant les références utiles à sa vérifiabilité et en les liant à la section « Notes et références ».
Ivri Lider (עברי לידר), né le 10 février 1974, est un chanteur-compositeur populaire de pop rock israélien, lauréat du titre du « Chanteur masculin de l’année » décerné par les stations de radio locales et nationales en octobre 2005. Il a vendu plus de 200 000 albums. C’est l’une des personnes les plus appréciées en Israël[réf. nécessaire].

## Biographie
Ivri Lider est né dans le kibboutz Guivat Haïm Ihoud, d'une mère d'origine polonaise et d'un père d'origine argentine. Lorsqu'il a 5 ans, sa famille déménage pour Bat Yam, puis pour Herzliya. Il commence alors à apprendre à jouer du piano, puis de la guitare et du synthétiseur.
Il étudie la musique au lycée Yigal Allon de Ramat Ha-Sharon.
Il crée un groupe à 17 ans, dont le nom est Everyone Does It Like This. Anat Danieli, chorégraphe de danse moderne, lui demande d’écrire une musique pour deux de ses pièces, Baisers et Octobre. Peu après, c’est Ohad Naharin qui lui demande une composition pour Kaamos, dont Naharrin a élaboré la chorégraphie pour la compagnie de danse néerlandaise Nederlands Dans Theater. 
À 21 ans, la principale compagnie de danse israélienne, Bat Sheva, le choisit pour composer toute la musique de Z/NA, ce qui en fait la personne la plus jeune à avoir accédé à cet honneur. Cela lui permet de signer avec le label Helicon Records. Son premier album s’intitule Caressing and Lying, en 1997. Les singles Leonardo et Always Love sont passés en boucle à la radio.
Deux ans plus tard, Lider conçoit son second album Better Nothing Than Almost. Les titres les plus marquants, tous écrits par Lider, sont Striped Shirt et The Blue Glass. Comme pour le premier, Lider obtient un disque de platine pour cet album. D’autres récompenses lui sont attribuées, telles que celle du « Performer of the Year. » Le succès de ces deux albums fait de Lider plus qu’un simple chanteur-compositeur, mais la voix d’une nouvelle génération d’Israéliens.
En 2001, Lider produit le troisième album de Sharon Haziz, Headlights, tout en écrivant la chanson éponyme. Ils ont chanté en duo. 
En janvier 2002, c’est The New People, dont le son est plus électronique et que Lider produit seul. Il y a dans The New People un certain nombre de hits, dont Coffee Shops et At The Water’s Edge. La même année, Lider collabore avec Idan Raichel, qui fut un temps pianiste dans son groupe. Il produit et arrange la chanson Come Along, qui est devenue un grand succès de Raichel.
Lider s’est également lancé dans la musique de film, pour le film d’Eytan Fox et Gal Uchovsky, Yossi et Jagger, qui raconte l’histoire de deux soldats qui s’aiment sur fond de guerre perpétuelle. L’un des points saillants de cette musique est la reprise par Lider d’une chanson de Rita, Bo, qui a acquis une grande popularité dans le pays.
Il fait maintenant[Quand ?] partie du groupe The Young Professionals, composé de lui-même, Yonatan Goldstein, Gil Noy, et Roe Shani leur premier single D.I.S.C.O. est sorti au début de l'été 2011, mais continue sa carrière solo en sortant début octobre un autre album Somebody Once.

### Vie privée
C’est en 2002 que Lider prend la décision de parler ouvertement de son homosexualité, dans une interview accordée à Gal Uchovsky, pour le quotidien Maariv et qui a eu une audience importante dans le pays. Les réactions ont été globalement positives.[réf. souhaitée]

## Discographie

### Albums
En solo :
- 1997 : Melatef Umeshaker (Caressing and Lying)
- 1999 : Yoter Tov Klum (Better Nothing Than Almost)
- 2002 : Ha'anashim Ha'khadashim (The New People)
- 2005 : Ze Lo Oto Davar (It's Not The Same Thing)
- 2005 : Fight! (Ivri Lider vs Henree)
- 2006 : Live (CD/DVD)
- 2008 : Be'ketzev Ahid Be'tnuot Shel Ha'goof (The Steady Rhythm of Body Movements)
- 2012 : Mishe'u Pa'am (Somebody Once)
- 2013 : Live (feat. The Revolution Orchestra)

Avec The Young Professionals :
- 2011/2012 : 9am to 5pm, 5pm to Whenever

### Bandes originales de films
- 2002 : Yossi et Jagger
- 2004 : Tu marcheras sur l'eau
- 2006 : The Bubble